# فابيو بالا
فابيو بالا (بالبرتغالية: Fábio Bala‏) (30 سبتمبر 1981 في البرازيل - ) هو لاعب كرة قدم برازيلي في مركز الهجوم. لعب مع غريميو بورتو أليغرينزي ونادي أفاي لكرة القدم ونادي فلومينينسي ونادي سامبايو كوريا ونادي فولتا ريدوندا وDemocrata Futebol Clube ‏ ونادي أمريكا وMorrinhos Futebol Clube ‏.

## وصلات خارجية
- فابيو بالا على موقع قاعدة بيانات كرة القدم.إي يو (الإنجليزية)
- فابيو بالا على موقع Soccerway.com (الإنجليزية)